# Hymenalia rufipes
Hymenalia rufipes is een kever behorend tot de familie van de zwartlijven. Hij geeft de voorkeur aan droge, warme steppehabitats, vooral dennenheide. 

## Kenmerken
De kevers zijn 8 tot 9 millimeter lang. Haar bruine lichaam is langwerpig ovaal. Het kan soms ook zwart gekleurd zijn. Het heeft geel haar.[1] De dekschilden worden alleen naar binnen en aan het einde doorkruist met vage groeven, de interpunctie is niet in rijen gerangschikt. Antennes en poten zijn rood.

## Levenswijze
De kevers vliegen tussen juni en augustus. Ze zijn extreem nachtdieren en worden vaak aangetrokken door kunstmatige lichtbronnen. De larven ontwikkelen zich in rotte takken van loofbomen.

## Voorkomen
De soort komt voor in delen van Europa. Het is wijdverbreid in Midden-Europa, maar niet erg gebruikelijk. In het zuiden strekt het verspreidingsgebied zich uit tot Zuid-Frankrijk, Italië en Sardinië, in het noorden tot de Baltische staten (Letland) en Denemarken tot Zuid-Zweden en Zuid-Noorwegen.